# Astragalus erythrosemius
Astragalus erythrosemius är en ärtväxtart som beskrevs av Pierre Edmond Boissier. Astragalus erythrosemius ingår i släktet vedlar, och familjen ärtväxter. Inga underarter finns listade i Catalogue of Life.